# Liberiet
Het mineraal liberiet is een lithium-beryllium-silicaat met de chemische formule Li2BeSiO4. Het behoort tot de nesosilicaten.

## Eigenschappen
Het bruine of lichtgele liberiet heeft een glas- tot vetglans en vanwege de hardheid geen streepkleur. Het kristalstelsel is monoklien en de splijting is perfect volgens kristalvlak [010] en duidelijk volgens [100] en [001]. De gemiddelde dichtheid is 2,688 en de hardheid is 7. Liberiet is niet radioactief.

## Naamgeving
De naam van het mineraal liberiet is afgeleid van de samenstelling; de elementen lithium en beryllium.

## Voorkomen
Liberiet wordt, zoals de meeste beryllium- en lithiumhoudende mineralen, voornamelijk gevormd in pegmatieten. Ook wordt het gevonden in aders die lepidoliet-fluoriet-magnetiet gesteente doorsnijden. De typelocatie is het Hsianghua gebergte, provincie Hunan, China.